# オラーニ
オラーニ（イタリア語: Orani）は、イタリア共和国サルデーニャ自治州ヌーオロ県にある、人口約2,800人の基礎自治体（コムーネ）。

## 地理

### 位置・広がり

#### 隣接コムーネ
隣接するコムーネは以下の通り。括弧内のSSはサッサリ県所属を示す。
- ベネトゥッティ (SS)
- ボロータナ
- イッロラーイ (SS)
- マモイアーダ
- ヌーオロ
- オニフェーリ
- オロテッリ
- オッターナ
- サルーレ